# Disgaea 6: Defiance of Destiny
Disgaea 6: Defiance of Destiny (魔界戦記ディスガイア6?, Makai Senki Disugaia 6) è un videogioco di ruolo strategico a turni del 2021 per PlayStation 4 e Nintendo Switch, ed è il sesto capitolo principale della serie Disgaea della Nippon Ichi Software. Il videogioco è stato inizialmente pubblicato in Giappone per PlayStation 4 e Nintendo Switch a gennaio 2021. A giugno dello stesso anno, è stato reso disponibile in Occidente solo su Nintendo Switch e nel 2022 per PlayStation 4, PlayStation 5 e Microsoft Windows come Disgaea 6 Complete.

## Accoglienza
Nella prima settimana di lancio nel mercato giapponese, Disgaea 6: Defiance of Destiny ha venduto circa 39 000 copie, di cui oltre 23 000 per Nintendo Switch e più di 15 000 per PlayStation 4.